# 일진회 (독립운동단체)

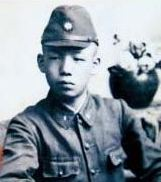
이홍장

일진회(日進會)는 1942년 이홍장 등 학생들이 일본에서 결성한 독립운동 단체 겸 지하 항일 비밀결사단체이다.

## 개요
1942년 이홍장을 비롯한 학생들이 지하 항일 비밀결사단체를 결성하여 독립운동을 벌였다. 그러나 만주로 망명하려다 적발되었고, 이홍장은 1944년 6월 대구지방법원에서 치안유지법 및 육군형법 위반 혐의로 5년형을 선고받고, 소년원에서 복역 중 형집행정지로 석방되었지만, 고문 후유증으로 8·15 광복을 3일 앞둔 8월 12일에 사망했다. 사후 2011년 8월 15일에 건국훈장 애국장이 추서되었다.

## 기타
일진회라는 단체가 구한말 당시 결성된 친일(親日) 성향 단체로 알려졌던 일진회(一進會) 때문에 친일 및 매국 성향의 이미지가 강한 것으로 알려져서 일진회라고 하면 대부분 친일파들이 주도했던 일진회에 대한 인식이 높아서 이쪽 일진회에 대해서는 아는 이들이 그리 많지 않은 편이다.